# Wspólne Centrum Badawcze
Wspólnotowe Centrum Badawcze (WCB, ang. JRC, Joint Research Centre) – jedna z Dyrekcji Generalnych Komisji Europejskiej, której celem jest zapewnienie, zgodnie z potrzebami klientów, wsparcia naukowego i technicznego dla koncepcji, rozwoju, wdrażania i monitorowania polityki Unii Europejskiej.
W WCB wchodzi siedem instytutów naukowych zlokalizowanych w pięciu państwach członkowskich Unii Europejskiej (Belgii, Niemczech, Włoszech, Holandii i Hiszpanii) gdzie zatrudnionych jest 2,7 tys. pracowników.
Instytuty członkowskie
- Instytut Środowiska i Zrównoważonego Rozwoju (ang. The Institute for Environment and Sustainability, IES) – Ispra, Włochy, 430 pracowników i budżet 41,1 milionów euro na 2007[2]
- Instytut Ochrony i Bezpieczeństwa Obywateli (IPSC) – Ispra, Włochy, 420 pracowników i budżet 37,2 milionów euro na 2007 r.[3]
- Instytut Materiałów Odniesienia i Pomiarów (IRMM) – Geel, Belgia, 320 pracowników i budżet 39,9 milionów euro na 2007 r.[4]
- Instytut Pierwiastków Transuranowych (ITU) – Karlsruhe, Niemcy, 300 pracowników i budżet 39,1 milionów euro na 2007 r.
- Instytut Ochrony Zdrowia i Konsumenta (ang. Institute for Health and Consumer Protection, IHCP) – Ispra, Włochy, 300 pracowników i budżet 30,2 milionów euro na 2007 r.
- Instytut Energii (IE) – Petten, Holandia, 230 pracowników i budżet 29,2 milionów euro na 2007 r.
- Instytut Perspektywicznych Studiów Technologicznych (IPTS) – Sevilla, Hiszpania.